# Charles-Eugène Guye
Charles-Eugène Guye, Champvent 15 de octubre de 1866- Ginebra, Suiza 15 de julio de 1942, fue un físico suizo.
Estudió física en la Universidad de Ginebra, obteniendo su doctorado en 1889 con una tesis sobre el fenómeno de la dispersión óptica rotatoria.
Desde 1890 hasta 1892 trabajó como lector en Ginebra, y desde 1893 hasta 1900 cómo lector en la Politécnica de Zürich, dirigiendo su interés investigador a la ingeniería eléctrica.
Desde 1900 hasta 1930 fue profesor y director del Instituto de Física de la Universidad de Ginebra Donde tuvo como alumno a Albert Einstein. También  fue el supervisor doctoral de Catherine Chamié.
Desde 1907, junto a sus estudiantes Simon Ratnowsky y Charles Lavanchy llevó a cabo experimentos para demostrar la dependencia de la masa del electrón de su velocidad, y sus resultados apoyaron las predicciones de Lorentz, Einstein y de la teoría especial de la relatividade en contra de la teoría rival del electrón propuesta por Max Abraham.
Participó en la 5ª y 7º conferencias de Solvay, y fue autor o coautor de más de 200 artículos sobre física y varios libros, incluyendo obras filosóficas sobre la base biológica-física-química de la evolución y sobre los límites de la física y de la biología.